# Fred Staufenbiel
Fred Staufenbiel (* 10. Mai 1928 in Potsdam; † 11. August 2014 in Berlin) war ein Kultur- und Stadtsoziologe. Er gilt als Nestor der Stadtsoziologie in der DDR.

## Leben
Seine Schulzeit musste Staufenbiel unterbrechen, als er im Januar 1944 als Luftwaffenhelfer eingezogen wurde. Im Juni 1945 aus der Kriegsgefangenschaft entlassen, kehrte er nach Potsdam zurück, wo er 1947 die Oberschule abschloss. Nach einer Maurerlehre absolvierte Staufenbiel ein Studium an der Baufachschule Brandenburg zum Hochbautechniker und arbeitete von 1951 bis 1956 als Fachschullehrer in Görlitz. In dieser Zeit führte er dort bereits erste Befragungen durch, die in Zusammenarbeit mit dem Kulturbund der DDR möglich waren. Ab 1957 folgte eine Aspirantur am Institut für Gesellschaftswissenschaften beim ZK der SED in Berlin, die er 1962 mit der Promotion zum Dr. phil. erfolgreich abschloss (seine Dissertation in Kultursoziologie über Wesen und nationale Bedeutung der sozialistischen Kulturrevolution in der Deutschen Demokratischen Republik wurde 1966 unter einem anderen Titel veröffentlicht). Anschließend war Staufenbiel Dozent am Institut für Gesellschaftswissenschaften, 1967 wurde er dort zum Professor für Kulturtheorie berufen.
In dieser Zeit beschäftigte er sich insbesondere mit dem Lebensniveau und der kulturellen Bedürfnisentwicklung der Arbeiterklasse. Sein Interesse für Architektur und Städtebau bewirkte, dass er in den folgenden Jahren eng mit der architekturtheoretischen und Städtebauforschung an der Bauakademie in Berlin und der Hochschule für Architektur und Bauwesen (HAB) in Weimar zu den sozialen Grundlagen von Architektur und Städtebau zusammenarbeitete. Wichtige Partner waren in dieser Zeit u. a. Hermann Henselmann, Bruno Flierl und Bernd Grönwald. So war Staufenbiel in Kooperation mit dem Institut für Städtebau und Architektur (ISA) der Bauakademie maßgeblich an der „10-Städte-Untersuchung“ beteiligt, die schon 1966/67 erstmals auf repräsentativer Basis die Einschätzungen der befragten Bewohnerinnen und Bewohner zur Städtebaupraxis erfasste. Diese Studie kann als „Geburtsstunde der Stadtsoziologie in der DDR“ gelten. Die vielbeachtete Publikation Kulturelle Bedürfnisse der Arbeiterklasse (1975), bei der Staufenbiel Leitung und Redaktion innehatte, richtete ihre Aufmerksamkeit auf die kulturellen Bedürfnisse bei der Persönlichkeitsentwicklung in der neuen Gesellschaft. Ihr liegen auch kultursoziologische Untersuchungen in Industriebetrieben der DDR zugrunde.
Mit Staufenbiels Berufung zum ordentlichen Professor für marxistisch-leninistische Soziologie an der HAB Weimar 1977 wurden seine Arbeiten zum sozialen und kulturellen Anspruch an das Wohnen, die Architektur und den Städtebau in eine neue Etappe geführt. Der von ihm begründete Lehrstuhl für Stadtsoziologie war – für die DDR einzigartig – direkt an der Sektion für Gebietsplanung und Städtebau der Hochschule angesiedelt und auf die Ausbildung künftiger Architekten und Stadtplaner ausgerichtet. Zu seinen Forschungsschwerpunkten zählten die Geschichte der Stadtsoziologie, Theorie und Methodik stadtsoziologischer Untersuchungen, empirische Untersuchen zu Typen des Wohnmilieus in unterschiedlichen Städten und Sozialanalysen für Stadtsanierung mit Planungsempfehlungen. 1992 erlitt Staufenbiel einen Schlaganfall, 1993 wurde er emeritiert.
Durch seine stadtsoziologischen Untersuchungen und seine internationale Vernetzung nahm Staufenbiel entscheidenden Einfluss auf die Qualifizierung einer neuen Planergeneration in den letzten zwölf Jahren der DDR. Besondere Bedeutung für den praktischen Entwurfs- und Planungsprozess erlangte die Methode des „Kommunalen Praktikums“, bei dem die Studierenden über Befragungen, Beobachtungen und Dokumentenanalysen den Alltag in den Quartieren vieler DDR-Städte kennenlernten, mit Praktikern vor Ort diskutierten und dabei gleichzeitig die Datenbasis für die soziologische Forschung erhoben. Auf diese Weise wurden in zahlreichen Städten umfassende Untersuchungen durchgeführt, die direkt in die praktische Planungsarbeit einfließen konnten. Die Methoden und Ergebnisse dieser Arbeiten beeinflussen noch Jahrzehnte nach dem Ende der DDR aktuelle Stadtentwicklungsdebatten.
Förderlich für die fachöffentliche Wirksamkeit der Ergebnisse des Lehrstuhls war die Einbeziehung von Fotografie und Film als Medien der Sozialraumanalyse sowie die Präsentation der Ergebnisse in Ausstellungen und auf Bürgerforen. Der konkrete, vielfältige Alltag der Menschen anstelle abstrakter politischer Leitbilder rückte damit in den Mittelpunkt des sozialwissenschaftlichen Interesses. Über den Kulturbund unterhielt Staufenbiel bereits in seinen Görlitzer Jahren enge kollegiale und auch freundschaftliche Beziehungen zu Künstlern und Kulturschaffenden, später baute er in Berlin und Weimar u. a. im Arbeitskreis „Architektur und Bildende Kunst“, in dem Bruno Flierl eine zentrale Rolle spielte, diese Kontakte aus. „Kulturbedürfnisse und Stadtgestaltung“ war der programmatische Titel des von Staufenbiel geleiteten Problemrates, der die Stadtsoziologen DDR-weit zusammenführte.
Staufenbiels Lehrstuhl hatte auch weitreichenden Einfluss auf die Konzeption des 1986 in Dessau wiedereröffneten Bauhauses, als dessen Direktor sein Mitarbeiter Rolf Kuhn berufen wurde. Die 1986 neu ins Leben gerufene städtebausoziologische Forschung am Institut für Städtebau und Architektur der Bauakademie der DDR, die vom 1985 berufenen Direktor Bernd Grönwald (zuvor Professor in Weimar) initiiert wurde, leitete Staufenbiels bisheriger Mitarbeiter Bernd Hunger. Beide Institutionen hatten maßgeblichen Einfluss auf Reformdebatten im Bauwesen in der Endphase der DDR.
Die Städtepartnerschaft zwischen Weimar und Trier geht zurück auf eine Initiative von Fred Staufenbiel und seinem Trierer Professorenkollegen Bernd Hamm am Rande ihrer ersten persönlichen Begegnung während eines internationalen Symposiums über Soziale Probleme der Stadterneuerung 1986 in Weimar, das Staufenbiel organisiert hatte.
Fred Staufenbiel war mit Ursula Staufenbiel geb. Filczeck (geboren 1931) verheiratet, mit der er die Söhne Nikolai und Ulrich hatte.

## Mitgliedschaften in Gremien
- 1970 Mitglied der Sektion Städtebau und Architektur der Deutschen Bauakademie
- 1972 Mitglied des Nationalkomitees für Soziologische Forschung in der DDR bei der Akademie der Wissenschaften (erneute Berufungen 1976 und 1986)
- 1974 Mitglied im Wissenschaftlichen Rat für Umweltforschung der Akademie für Wissenschaften der DDR
- 1981 Leiter des „Problemrates Kulturbedürfnisse und Stadtgestaltung“ beim Wissenschaftlichen Rat für Marxistisch-Leninistische Kultur- und Kunstwissenschaften (Akademie für Gesellschaftswissenschaften beim ZK der SED)
- 1982 Mitglied des Wissenschaftlichen Beirates für Marxistisch-Leninistische Soziologie beim Ministerium für das Hoch- und Fachschulwesen der DDR
- 1983 Mitglied des Redaktionsbeirates der Zeitschrift form+zweck

## Werke (Auswahl)
- Die sozialistische Kulturrevolution, Beitrag in Weltall Erde Mensch (1954–1974)
- Mit Hermann Henselmann: Zum Verhältnis vom Kulturniveau, Lebensstil und Wohnverhalten in 10 Städten der DDR (ausgearbeitet von Hans Tollkühn, Peter Feix, Hannes Kießig, Horst Baeseler und Isolde Sommer), Berlin 1966 (unveröffentlichte Studie)
- Kultur heute – für morgen. Theoretische Probleme unserer Kultur und ihre Beziehung zur technischen Revolution. Berlin: Deutscher Verlag der Wissenschaften, 1966
- Autorenkollektiv (Fred Staufenbiel u. a.): Kulturelle Bedürfnisse der Arbeiterklasse. Die Entwicklung kultureller Bedürfnisse und ihrer Wirkung im ökonomischen Reproduktionsprozess. Berlin: Verlag Tribüne, 1975
- Mit Briitta Koskiaho u. a. (Hrsg.): Lebensweise und Lebensniveau, Wohnen und Wohnumwelt. Tampere: Finnpublishers, 1979 (ISBN 951-848-002-8)
- Soziologische Forschung zur Entwicklung der Stadt. In: Deutsche Zeitschrift für Philosophie, H. 6/1982, S. 789–797
- Leben in Städten. Soziale Ziele und Probleme der intensiven Stadtreproduktion – Aspekte kultursoziologischer Architekturforschung. Berlin Verlag für Bauwesen, 1989 (ISBN 978-3-345-00391-2)
- Mit Peter Marcuse: Wohnen und Stadtpolitik im Umbruch. Perspektiven der Stadterneuerung nach 40 Jahren DDR. Berlin: Akademie Verlag, 1991 (ISBN 3-05-001747-3)